# Стража-при-Кршкем
Стража-при-Кршкем (словен. Straža pri Krškem) — поселення в общині Кршко, Споднєпосавський регіон, Словенія. Висота над рівнем моря: 387,5 м.